# Wiesław Makarewicz
Wiesław Antoni Makarewicz (ur. 13 czerwca 1935 w Wilnie, zm. 20 grudnia 2021 w Gdańsku) – polski biochemik i wykładowca akademicki, profesor nauk medycznych, rektor Akademii Medycznej w Gdańsku.

## Życiorys
Syn Jana (1902–1963), lekarza epidemiologa, i Katarzyny z domu Witukiewicz (1906–1986). We wrześniu 1945 wraz z rodzicami przybył do Gdańska. Egzamin maturalny zdał w 1953 po ukończeniu I Państwowego Gimnazjum i Liceum Ogólnokształcącego w Gdańsku. W 1960 ukończył studia na Wydziale Lekarskim Akademii Medycznej w Gdańsku, w 1964 uzyskał stopień doktora, a w 1975 habilitował się. W 1988 otrzymał tytuł profesorski w zakresie nauk medycznych. W pracy naukowej specjalizował się w biochemii, zajmował się zagadnieniami z zakresu enzymologii, amoniogenezy i metabolizmu związków purynowych.
Od czasów studenckich związany z macierzystą uczelnią. Przeszedł kolejne szczeble kariery naukowej, w 1995 awansowany na stanowisko profesora zwyczajnego. Był prodziekanem Wydziału Lekarskiego (1981–1984), prorektorem AMG (1987–1993), kierownikiem Katedry Biotechnologii Medycznej Międzyuczelnianego Wydziału Biotechnologii stworzonego przez Akademię Medyczną i Uniwersytet Gdański, a także dziekanem tego wydziału. Od 1999 do 2005 przez dwie kadencje pełnił funkcję rektora AMG. Był też wykładowcą Akademii Pomorskiej w Słupsku. Był autorem lub współautorem 60 publikacji naukowych i 4 książek.
Pochowany na cmentarzu Srebrzysko (rejon IX, kwatera TAR IV/1/42).

## Odznaczenia i wyróżnienia
- Krzyż Komandorski Orderu Odrodzenia Polski (2021, pośmiertnie)[7]
- Krzyż Oficerski Orderu Odrodzenia Polski (2005)[8]
- Krzyż Kawalerski Orderu Odrodzenia Polski (1988)
- Złoty Krzyż Zasługi (1983)[1]
- Medal Komisji Edukacji Narodowej (1998)[1]
- Medal „Sint Sua Praemia Laudi” przyznany przez wojewodę pomorskiego (2004)[1]
- Medal 1000-lecia Gdańska (1997)[1]
- Złoty Medal Uniwersytetu Gdańskiego „Doctrinae Sapientae Honestati” (2018)[9]
- Medal Uniwersytetu Gdańskiego (2005)[1]
- Medal „Zasłużonemu Akademii Medycznej w Gdańsku” (1990, 1995)[1]
- Medal 50-lecia Uniwersytetu Gdańskiego (2021)[1]
- Medal 50-lecia Akademii Medycznej w Gdańsku (1995)[1]
- Medal 40-lecia Akademii Medycznej w Gdańsku (1990)[1]
- Odznaka „Zasłużonemu – Polskie Towarzystwo Lekarskie” (2010)[1]
- Nagroda „Pro Bono Societatis Medicorum Pomeraniae” Okręgowej Izby Lekarskiej w Gdańsku (2017)[1]